# 塞萨洛尼基古罗马广场

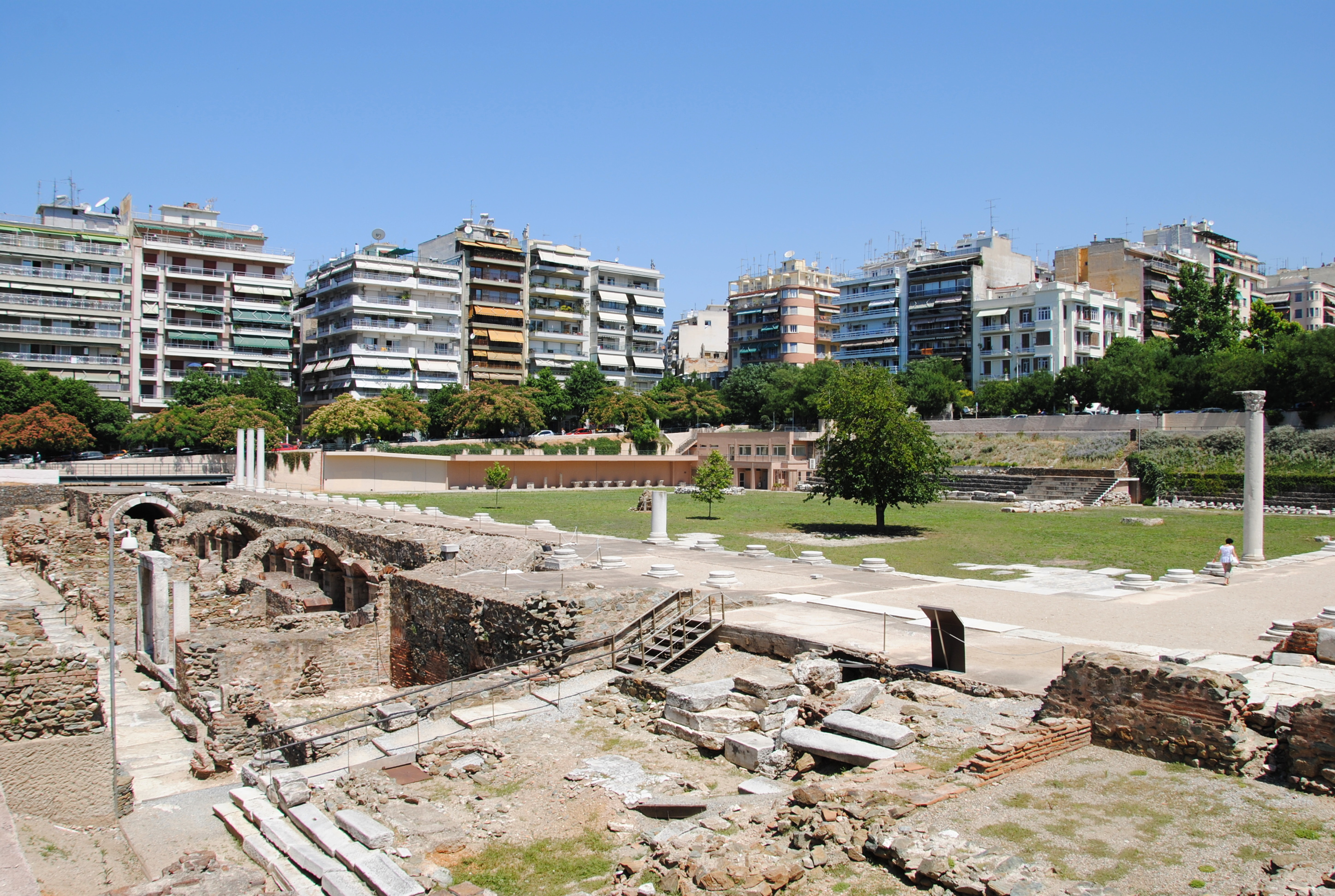

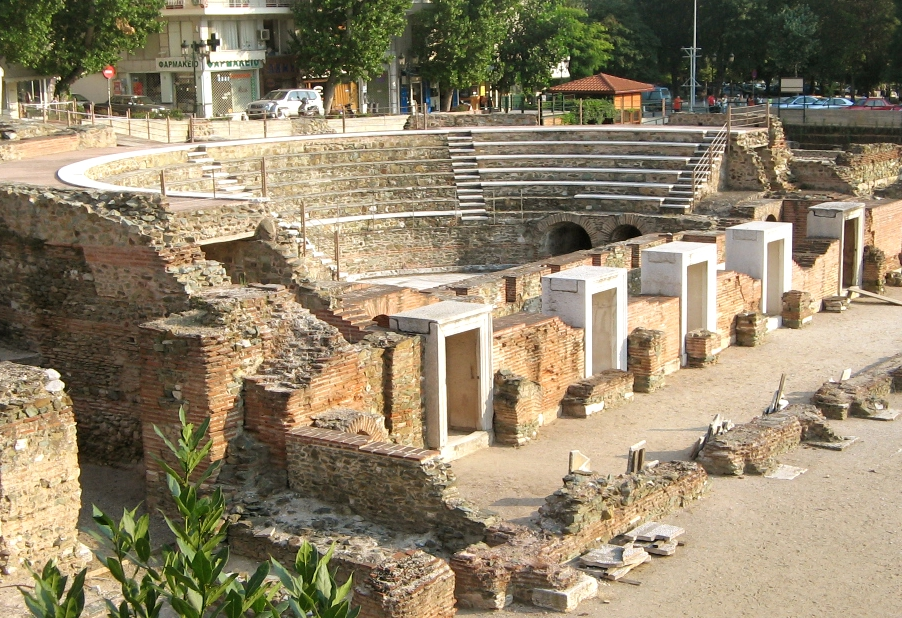

塞萨洛尼基的古罗马广场（Roman Forum）位于亚里士多德广场，设有两层柱廊， 在20世纪60年代意外挖出。广场上有两个罗马浴场， 其中一个已经挖掘出来，而另一个还埋在地下。一个小剧场还用于角斗士比赛。虽然最初的广场建筑群并非建于罗马时期，但是主要是在公元2世纪重建。 广场和剧院至少使用到6世纪。